# International Athletic Club
O International Athletic Club foi um clube brasileiro de futebol, da cidade de Parnaíba, fundado em 1917. Disputou o campeonato estadual entre 1917 e 1940, pela Liga de Parnaíba. Seu grande rival foi o Parnahyba Sport Club. É do International Athletic Club o registro de mais antigo do Futebol Piauiense, embora o Parnahyba Sport Club seja o mais antigo clube de futebol do Piauí.
Somente em 1941, por Lei, as Ligas em todo o Brasil foram fundidas em uma só, originando as Federações.

## História
Foi fundado em 7 de janeiro de 1917 por Septimus Clark, herdeiro da casa inglesa, na qual veio de Liverpool, no Condado de Merseyside no noroeste da Inglaterra, O International disputou o Campeonato Piauiense de Futebol entre 1917 até 1940, pela Liga de Parnaíba.
Ao longe desses 23 anos, o clube conquistou três estaduais: 1921, 1926 e 1928. Apesar da escassez das informações o International Athletic Club existiu até a década de 40, quando se retirou dos gramados para nunca mais voltar.

## Títulos

### Estaduais
- Campeonato Piauiense de Futebol: 3 vezes (1921 - LSP, 1926 - LPET, 1928 - LPET).[1]

### Campanhas de destaque
3° Torneio Triangular Maranhão-Piauí-Pará 1918